# Babica (przystanek kolejowy)
Babica – przystanek kolejowy i mijanka w Babicy w województwie podkarpackim, w Polsce, na linii Rzeszów Główny – Jasło. Znajdują się tu dwa perony. Przystanek jest obsługiwany wyłącznie przez pociągi osobowe Polregio.

## Ruch pasażerski
| Rok  | Wymiana pasażerska na dobę |
| ---- | -------------------------- |
| 2017 | 20-49                      |
| 2022 | 50-99                      |
| 2023 | 150-199                    |

## Połączenia
- Jasło
- Rzeszów Główny